# Eiserne Brücke (Regensburg)
Die heutige Eiserne Brücke wurde 1991 fertiggestellt und verbindet die Altstadt von Regensburg mit dem Unteren Wöhrd. Die Brücke hatte seit dem 15. Jahrhundert mehrere Holzbrücken als Vorläufer und quert den Südarm der Donau bei Stromkilometer 2.379,26.

## Konstruktion
Wegen des unmittelbaren Bezugs zur historischen Altstadt wählte man 1991 zum Brückenneubau eine filigrane Stahlkonstruktion mit einer Tragfähigkeit für eine zukünftige Straßenbahnlinie. Die 81 Meter lange Bogenbrücke mit aufgeständerter Fahrbahn ist gegliedert in Feldweiten von 23,70 m, 34,60 m und 23,70 m, hat eine Fahrbahnbreite von 9 Meter bei einer Überbaubreite von 16 Metern.

## Geschichte
Der älteste Hinweis auf eine hölzerne Vorgängerbrücke an dieser Stelle findet sich in einer Pergamenthandschrift, in der ein schwerer Eisgang im Jahr 1431/32 erwähnt ist, bei dem die Brücke zerstört wurde. Eine andere Handschrift nennt 1511 als Baujahr der Brücke, wobei es sich aber wahrscheinlich wiederum nur um den Neubau einer Brücke nach einem Eisstoß gehandelt hat.

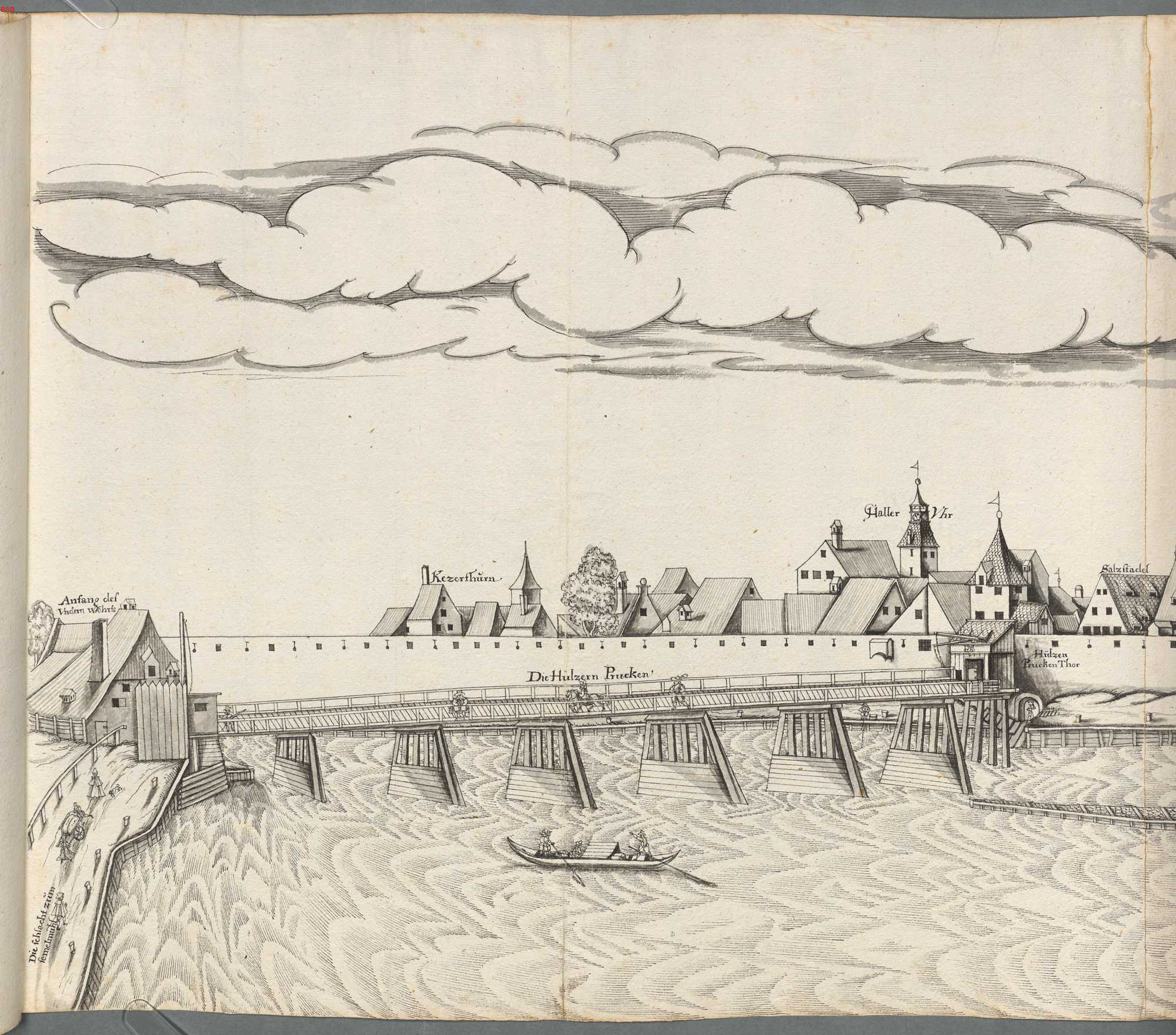
Holzbrücke vom Nordufer der Donau zum Unteren Wöhrd (1630)

Ein enormer Eisstoß im Februar 1784, am Ende eines ungewöhnlich kalten, schneereichen Winters hatte nicht nur den Verlust des Mittelturmes der Steinernen Brücke zur Folge, sondern auch die Zerstörung der hölzernen Brücke zum Unteren Wöhrd, obwohl versucht worden war, die Brücke durch Anhäufung von vielen Steinen zu beschweren. Die Zerstörung der Brücke hatte zur Folge, dass man damals erwog, den Unteren Wöhrd – so wie den Oberen Wöhrd – mit einem Abgang von der Steinernen Brücke an die Altstadt anzubinden.
Der Neubau von 1991 ersetzte eine an gleicher Stelle vorhandene, ältere Brücke, die 1863 entstanden war. Schon diese Vorgängerbrücke trug den Namen Eiserne Brücke, weil sie durch Eisenüberspannung des hölzernen Brückentragwerks einer 1855 fertiggestellten Holzbrücke entstanden war, deren Tragfähigkeit sich als nicht ausreichend erwiesen hatte. Diese erste Eiserne Brücke war bereits 1940 am Beginn des Zweiten Weltkriegs in einem bedenklichen Zustand, wurde im Oktober 1944 durch einen Bombentreffer zusätzlich schwer beschädigt und im April 1945 von deutschen Truppen gesprengt. Das hatte zur Folge, dass in der unmittelbaren Nachkriegszeit der Übergang über die Donau zum Ärger der Bevölkerung mit Booten erfolgen musste. Erst im Mai 1946 war eine – bis auf die pfeilerüberspannenden stählernen Längsträger – provisorische hölzerne Nachfolgerbrücke unter Nutzung der Reste eines steinernen Pfeilers der zerstörten Brücke fertiggestellt.
Der damals in Regensburg auf seine Heimreise nach Italien wartende, befreite KZ-Häftling, der Schriftsteller Aldo Carpi hat die Zustände der Nachkriegszeit in Regensburg beschrieben.